# Edingale
Edingale est un village et une paroisse civile du Staffordshire, en Angleterre.